# Le Bon Samaritain (film)
Pour les articles homonymes, voir Le Bon Samaritain (homonymie) et Samaritain (homonymie).
Pour plus de détails, voir Fiche technique et Distribution.
Le Bon Samaritain est un film muet français réalisé par Léonce Perret, sorti en 1910.

## Fiche technique
- Titre : Le Bon Samaritain
- Réalisation : Léonce Perret
- Scénario :
- Photographie :
- Montage :
- Producteur :
- Société de production : Société des Établissements L. Gaumont
- Société de distribution : Comptoir Ciné-Location
- Pays d'origine :  France
- Langue : film muet avec les intertitres en français
- Format : Noir et blanc — 35 mm — 1,33:1 — Muet
- Genre :
- Métrage : 109 mètres
- Durée : 3 minutes
- Dates de sortie :
  -  France : 1910

## Distribution
- Léonce Perret : l'humanitaire
- Alice Tissot : son épouse
- Renée Carl
- Maurice Vinot